# Hermandad de la Amargura (Jerez)
La Hermandad Sacramental de la Santísima Trinidad y Cofradía de Nazarenos de la Sagrada Flagelación de Nuestro Señor Jesucristo y María Santísima de la Amargura, popularmente conocida como la Flagelación o la Amargura es una cofradía católica de Jerez de la Frontera que procesiona el Miércoles Santo. Es una de las hermandades más importantes en cuanto a popularidad y devoción.

## Historia
El 29 de octubre de 1928 se funda en la Santa Iglesia Colegial la hermandad con el título de Cofradía de Nazarenos de la Sagrada Flagelación y Nuestra Señora de la Amargura.
Se aprueban las reglas el 21 de abril de 1929 y ese mismo año realiza su primera estación de penitencia con la imagen de un Cristo atado a una columna de Jácome Baccaro del siglo XVIII y una Dolorosa que también se encontraba en la colegial.
En 1939 se sustituye la imagen de la virgen por otra atribuida a Francisco Camacho Mendoza probablemente procedente de la desaparecida Hermandad de San Antón y que se encontraba en el altar de Ánimas de San Juan de los Caballeros sustituye a la anterior talla, que hoy es la Virgen del Perpetuo Socorro de la hermandad del Cristo del Perdón.
El 30 de noviembre de 1941 se traslada a su actual sede en la Parroquia de los Descalzos.
En 1945 sale el actual paso de misterio, que sería completado en los años siguientes.
En 1949 se modificó el recorrido de la cofradía a petición de un hermano de la cofradía que tenía un sobrino muy enfermo, al pasar la cofradía por su calle, ese niño se curó milagrosamente, desde entonces la cofradía ha mantenido el recorrido y su paso por esa calle, la calle Naranjas, es uno de los momentos más emotivos del recorrido.  Actualmente ese niño es hermano de la cofradía y procesiones cada miércoles Santo.
En 2017 hizo una salida extraordinaria por el cuarto centenario del voto inmaculista de la ciudad.
Cabe destacar la labor de Francisco Yesa Ruiz al frente del martillo de la Amargura desde 1990 y como capataz general de cofradía desde 2006, siendo destituido justamente en 2019 tras tener muchas confrontaciones con Hermanos Costaleros, por la nueva Junta de Gobierno de la hermandad, liderada por José Alejandro Aguilar Abad, tras 28 años en los que ha dotado a la Virgen de una dulzura y una belleza singular al andar a pesar de sus proporciones (es el único paso de palio de Jerez con 8 trabajaderas) y una elegancia al paso de misterio con ese característico andar de frente. 
Los capataces en 2019 fueron Francisco Monje Sánchez en el paso de misterio y Martín Gómez Moreno en el paso de palio.

## Hábito
Antiguamente contaba con un hábito de raso azul para el cortejo de misterio y de raso blanco para el cortejo de palio.
Actualmente la túnica cuenta con antifaz y cíngulo de terciopelo azul, así como la botonadura; túnica, guantes y capa de color blanco, sobre la capa la cruz de san Juan en terciopelo rojo.

## Pasos
El Paso de Misterio representa el momento en que Jesús es flagelado, antes de ser coronado de espinas. El Cristo de la Flagelación es obra de Jacome Baccaro y data de 1749 y las esculturas de Poncio Pilatos, los romanos y los sayones son obra del imaginero valenciano Ramón Chaveli, el cual recreó esta escena con gran realismo contraponiendo el gran dinamismo de los flagelantes con la pasividad e indiferencia de Pilatos y los romanos.
El paso fue ejecutado en 1945 por Juan Luis Rodríguez Contreras y tallado y dorado en los siguientes años por José Ovando Merino y sigue la línea del paso de misterio del Jesús del Silencio en el desprecio de Herodes de la Hermandad de la Amargura de Sevilla, que a su vez está inspirado en las trazas de la peana de palio de Nuestra Señora del Mayor Dolor y Traspaso de la Cofradía sevillana del Gran Poder.
La imagen del Cristo de la Flagelación pertenece a la última época del Barroco. La imagen se encontraba en un retablo de la Catedral que ahora ocupa la imagen de Nuestra Señora de Belén, titular del antiguo Monasterio de Belén. Al ser una talla de retablo es un Cristo pensado para ser visto, en principio, únicamente de frente, y al verlo de perfil adolece un poco de relieve, pero es una talla de indiscutible calidad y bastante expresividad en el rostro.
El proceso histórico del Señor de la Flagelación se conoce con exactitud. El canónigo Gutiérrez de la Vega, devotisimo de la Pasión de Cristo, natural de Jerez, doctor en Teología, sentía profundo fervor por el paso en que Pilatos condenó a Jesús al flagellatio, para complacer a sus acusadores, castigo de azotes Movido el sacerdote por esta devoción y aprovechando su trato con el escultor, feligrés que era del Divino Salvador, le encargó la talla del Señor en tan vil castigo y cruel tormento, al objeto de que moviese al pueblo a compasión, devoción y fervor. El maestro genovés recibió el encargo y, dejando constancia de ello, escribió en el pedestal de la columna a la que está atada por las manos la imagen: "Este Señor de la Columna lo hizo Don Jacome Baccaro, año de 1749, y lo costeó el Señor Don Francisco Gutiérrez de la Vega, canónigo de esta Colegial de Jerez".
El Paso de Palio de María Stma. de la Amargura es uno de los más impresionantes e importantes de la Semana Santa Jerezana. Es un efigie que data del siglo XVI-XVII atribuida al imaginero jerezano Francisco Camacho Mendoza que goza de enorme popularidad y pujante personalidad, serena, de profundo señorío, de una belleza suprema, un gran sentido del dolor y expresión de intensa amargura, todo ello conjugado armónicamente con su advocación.
El manto, sobre terciopelo de Lyon azul pavo real, fue bordado en los talleres del Convento jerezano de las Madres Carmelitas y diseñado por Manuel Seco Velasco resultando ganador de un concurso organizado por la Hermandad del Cristo del Amor de Sevilla. La bendición del manto se llevó a cabo el Domingo de Ramos, 26 de marzo de 1961, tras tres años de intenso trabajo. El manto, de cinco metros y medio por cuatro y medio, tiene un dibujo del más puro estilo barroco , si bien sus lambrequines, hojas de acanto y demás motivos decorativos llevan introducidas modalidades al gusto de la fecha en que se realizó como por ejemplo la randa o encaje, también bordado en oro sobre el mismo terciopelo, suprimiendo el flecado u orilla, asimismo de oro, para no empobrecer la obra que forma un conjunto armónico del más puro sabor artesano. Este manto sin duda es una de las Joyas de la Semana Santa de Jerez y su valor es incalculable.
El paso posee ocho trabajaderas, siendo el único paso de palio con este número en la Semana Santa de Jerez. Otra característica única de este paso en Jerez es el color celeste de las bambalinas
Toda la orfebrería es del taller de Villarreal que comenzó personalmente en el año 1955 y fue terminado por su viuda en el año 1965.

## Sede
Su sede canónica es la Parroquia de San Juan Bautista, popularmente conocida como Los Descalzos. Originalmente se encontraba en las afueras de Jerez.

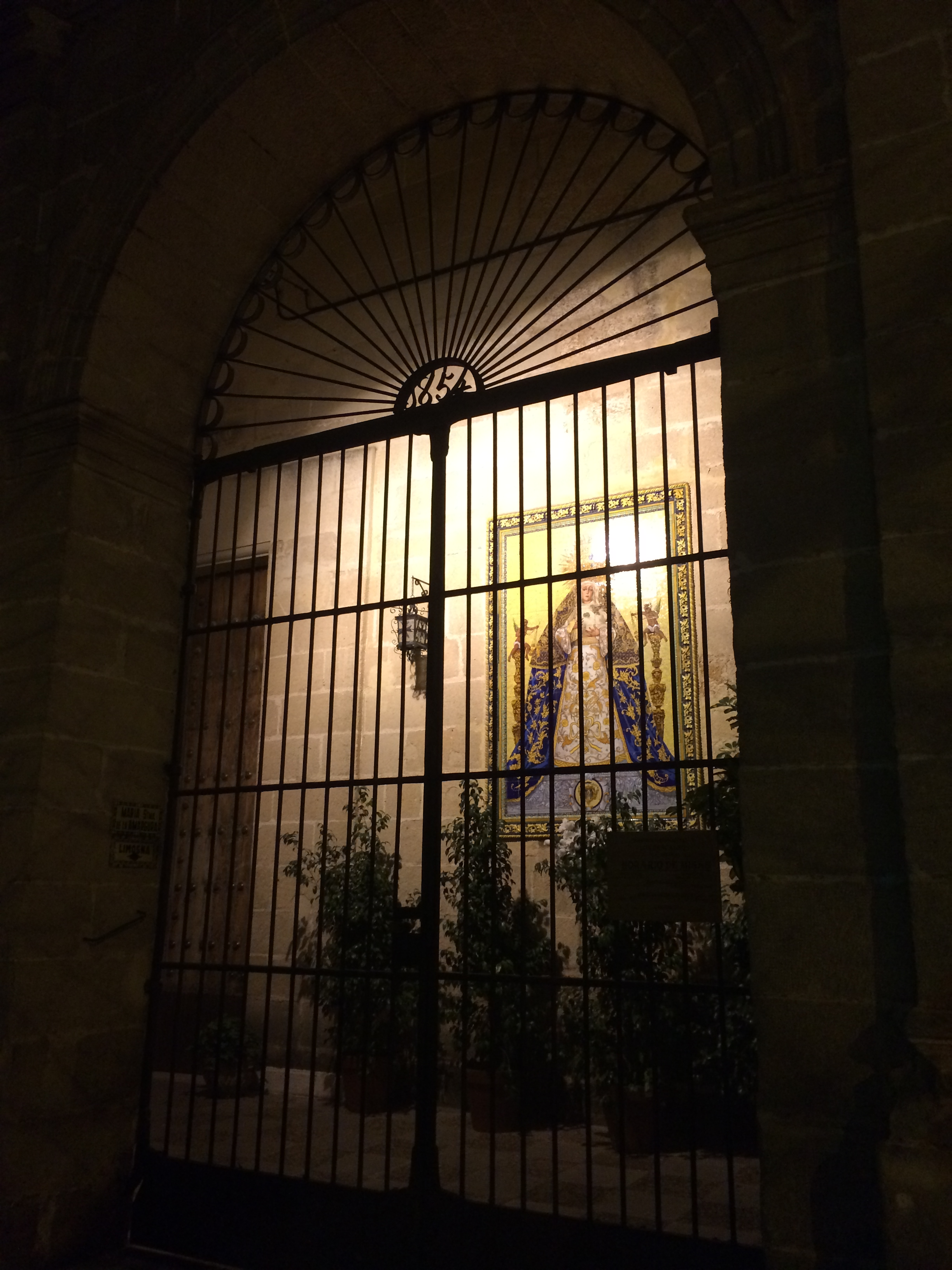
Azulejo de la Amargura en la fachada de su templo

## Paso por carrera oficial
| Predecesor: El Prendimiento | Orden de entrada en Carrera Oficial (Miércoles Santo) 5º lugar | Sucesor: Tres Caídas |